# Worli
Worli est un des quartiers de la ville de Bombay (Mumbai) en Inde. C'est une des quatre péninsules de la ville, les autres étant Colaba, Bandra et Malabar Hill.
Worli était une des sept îles de Bombay, jusqu'à son rattachement aux autres îles au XIXe siècle.
Elle a été cédée par les portugais aux anglais en 1661.

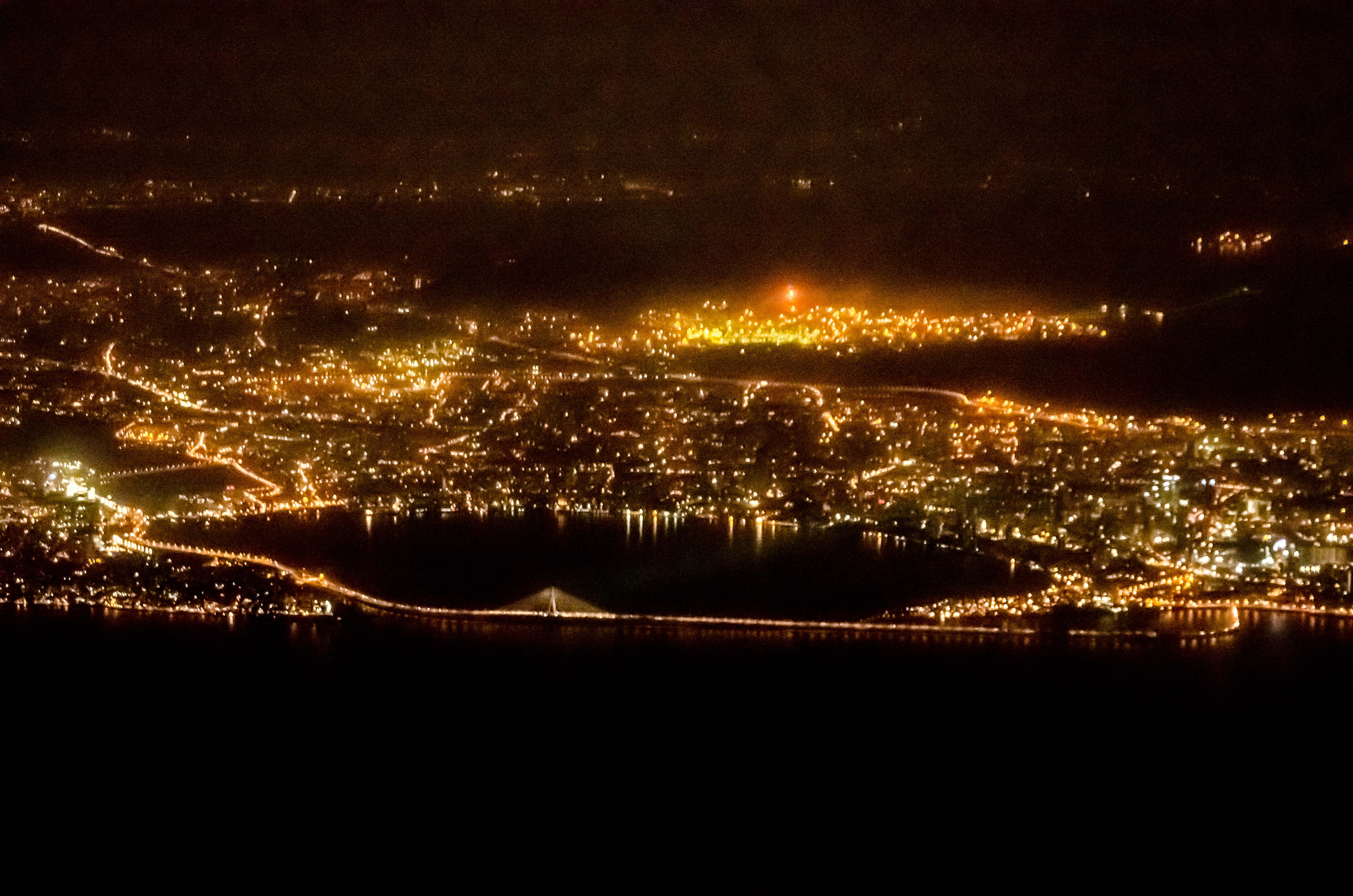
Vue aérienne nocturne de Worli.
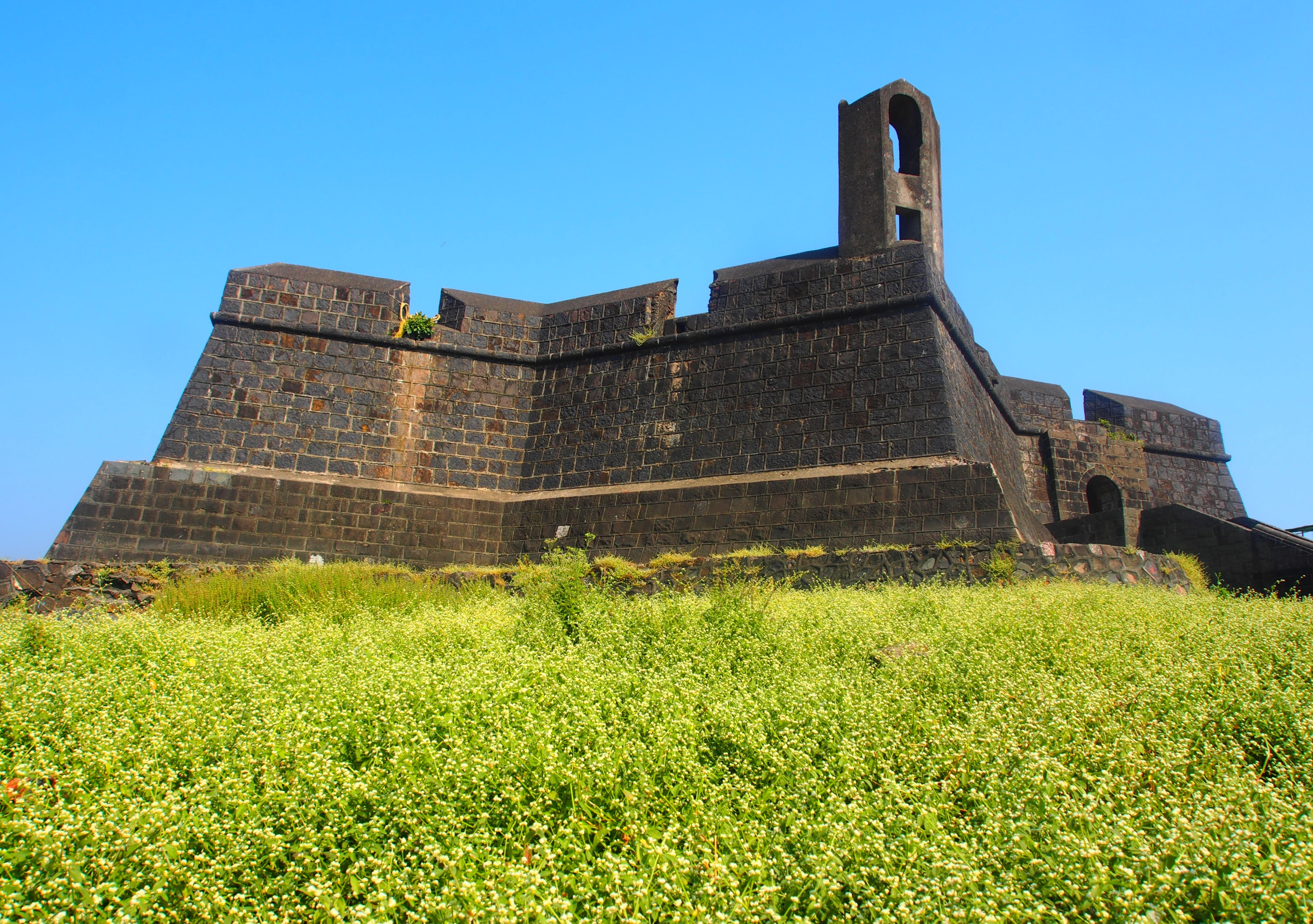
Le fort de Worli
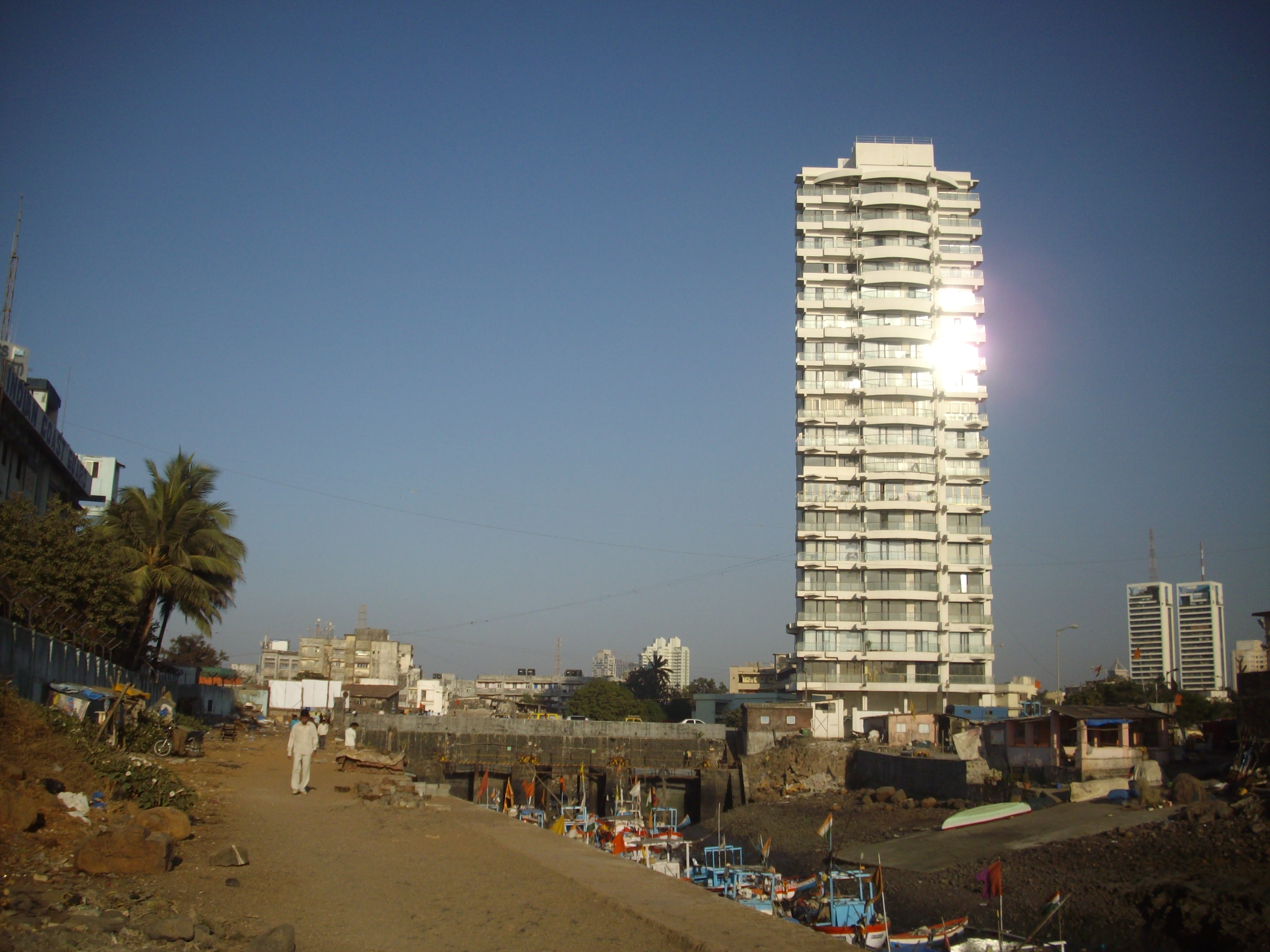
Har-Siddhi Heights
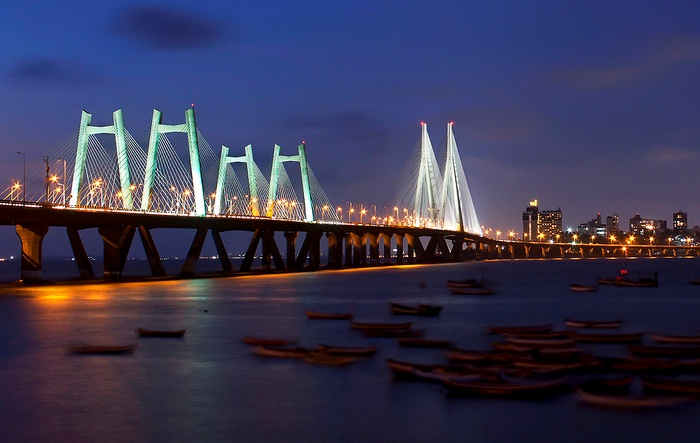
Le pont maritime Bandra-Worli
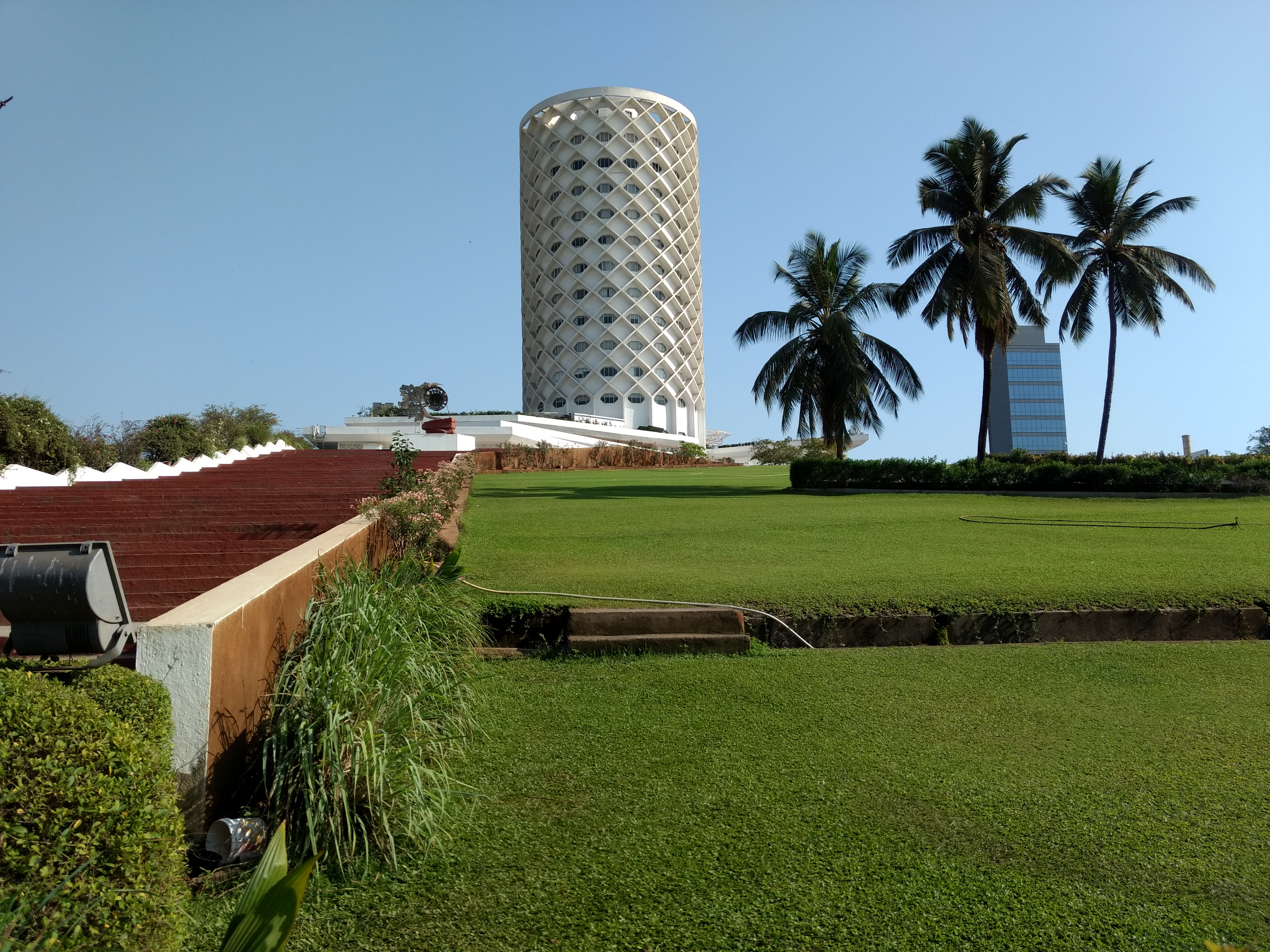
Le centre Nehru à Worli